# Родові імена Романових
Родові імена Романових — коло особистих імен (антропонімікон, іменослов), родових і династичних, які традиційно існували в московсько-російській правлячій династії Романових протягом 300 років її існування.

## Характеристика

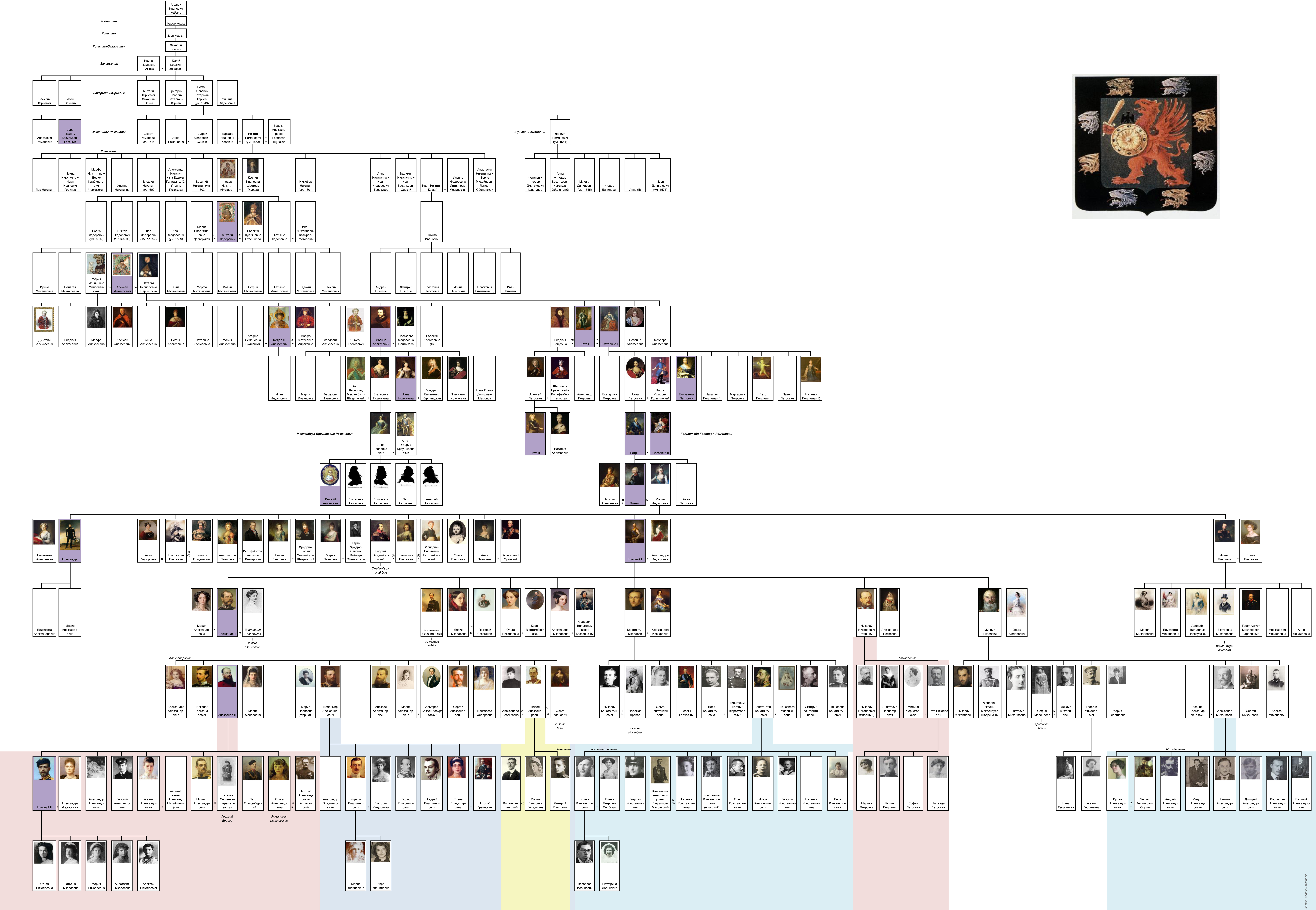
Родовід дерево з 1347 по 1917 рік

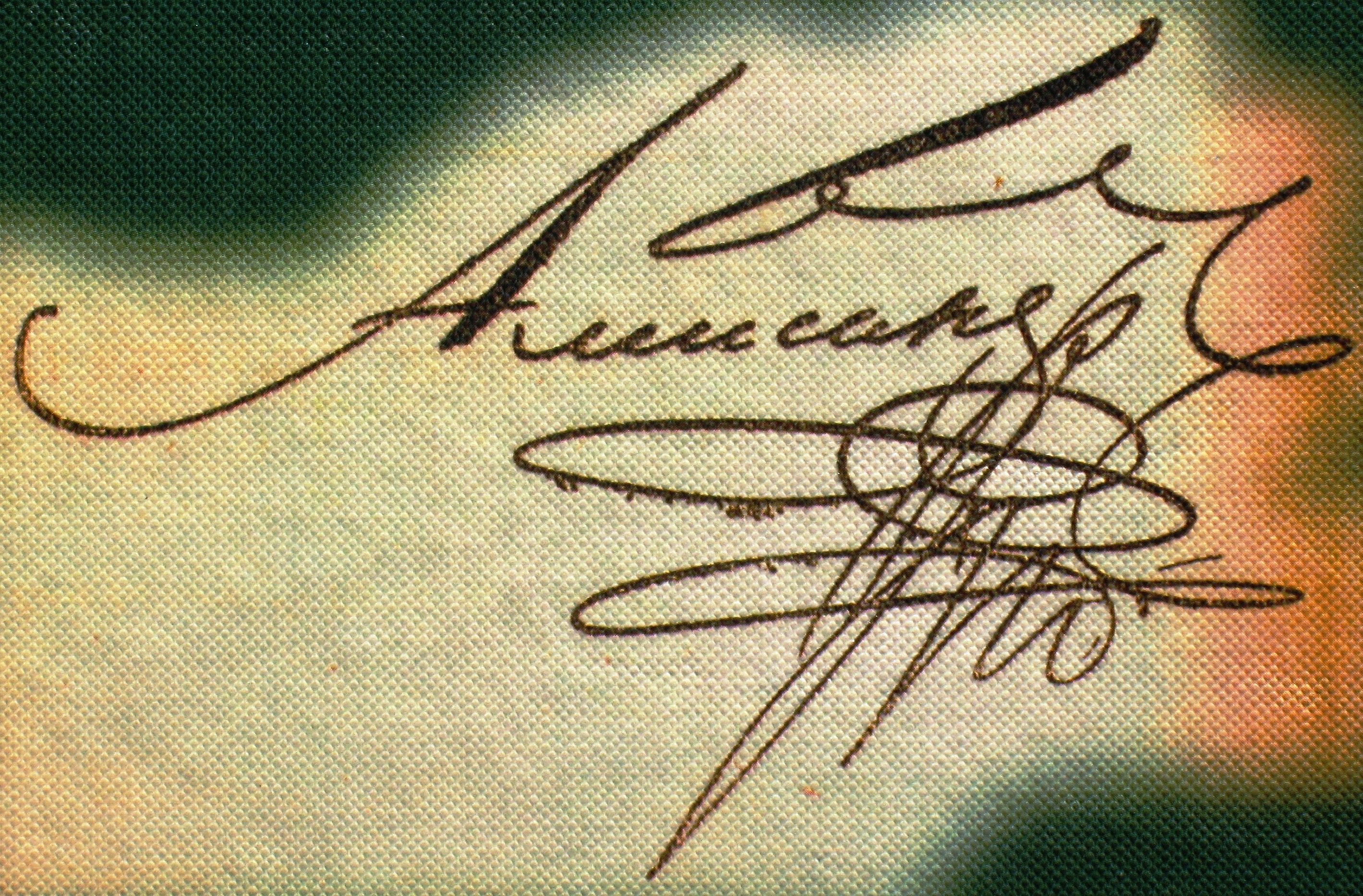
Автограф Олександра I

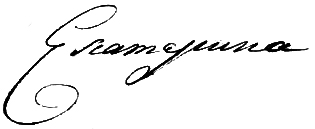
Автограф Катерини II

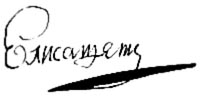
Автограф Єлизавети Петрівни

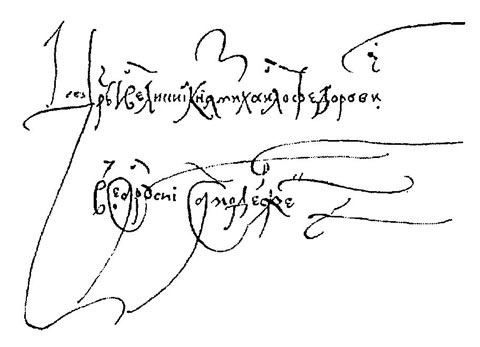
Автограф Михайла Федоровича

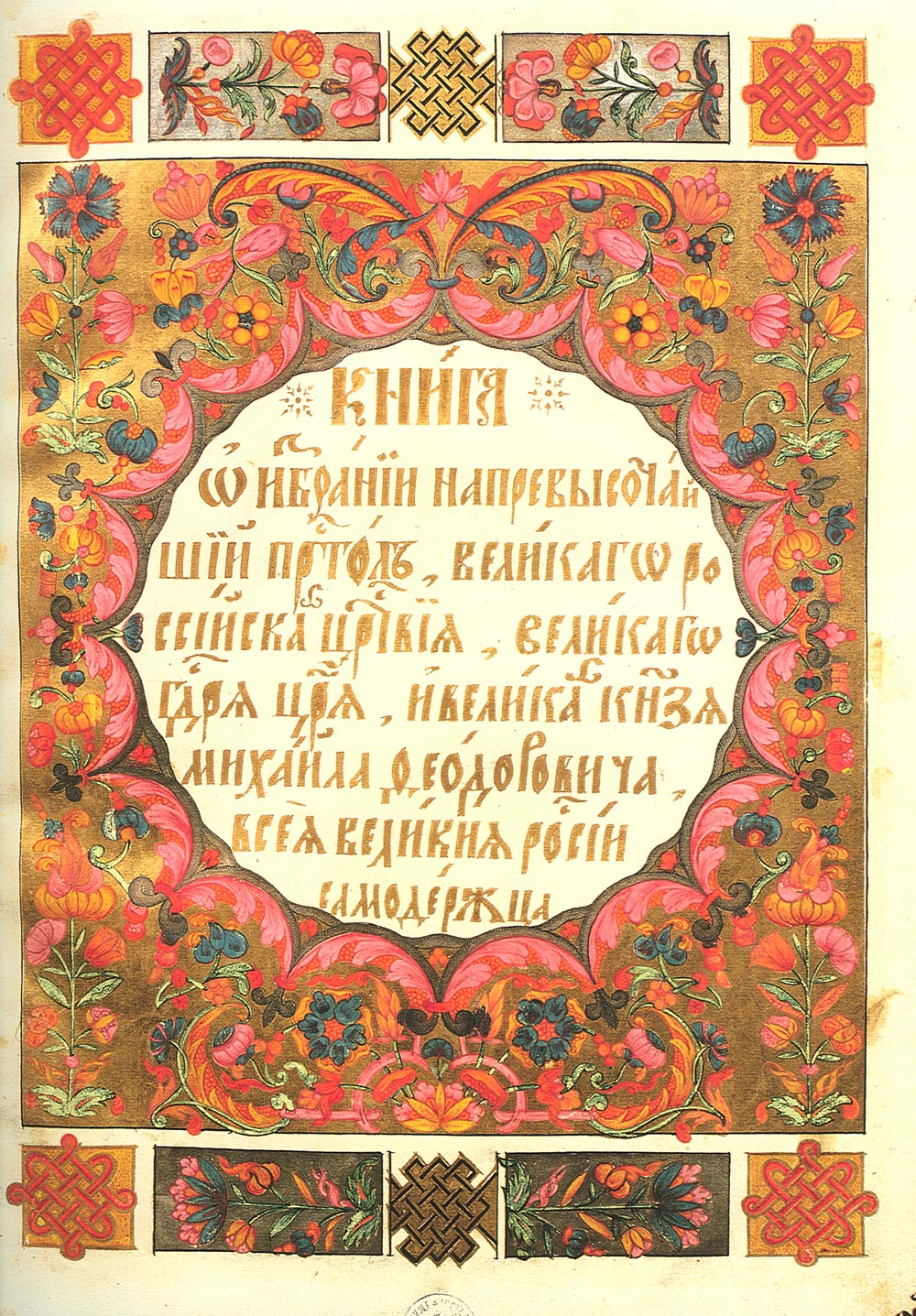
«Книга про обрання на царство царя і великого князя Михайла Федоровича» з його ім'ям у заголовку, 1672-73.

Автограф Миколи II

Автограф Павла І

Автограф Петра І

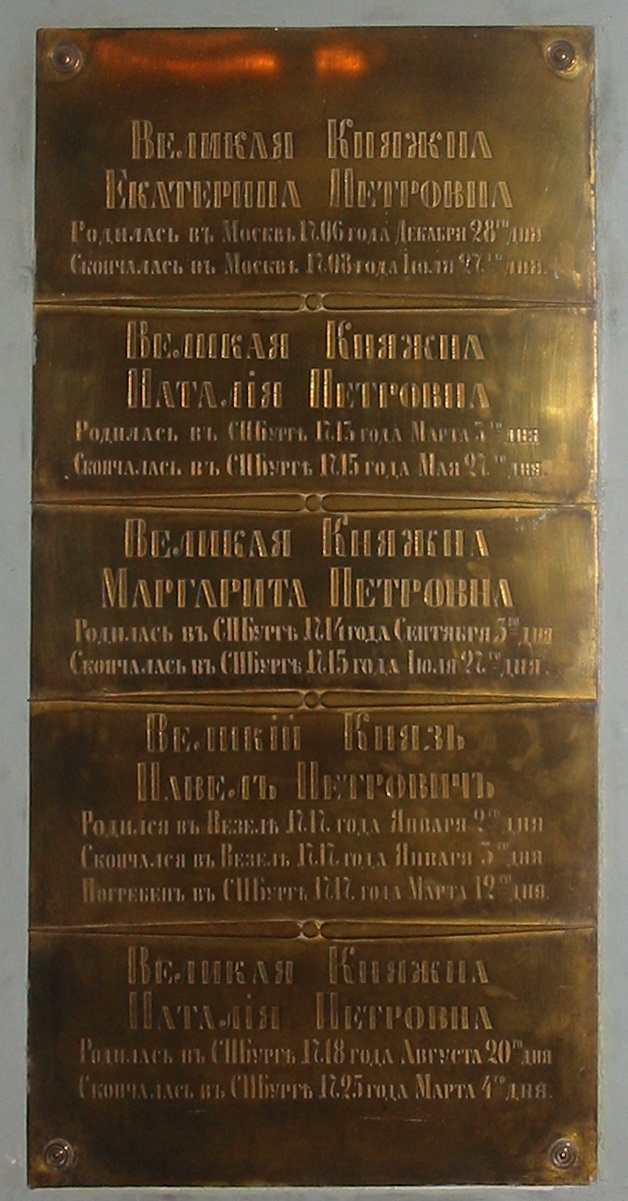
Надгробок дітей Петра І, які померли в дитинстві — Катерина, Наталія, Маргарита та Павло

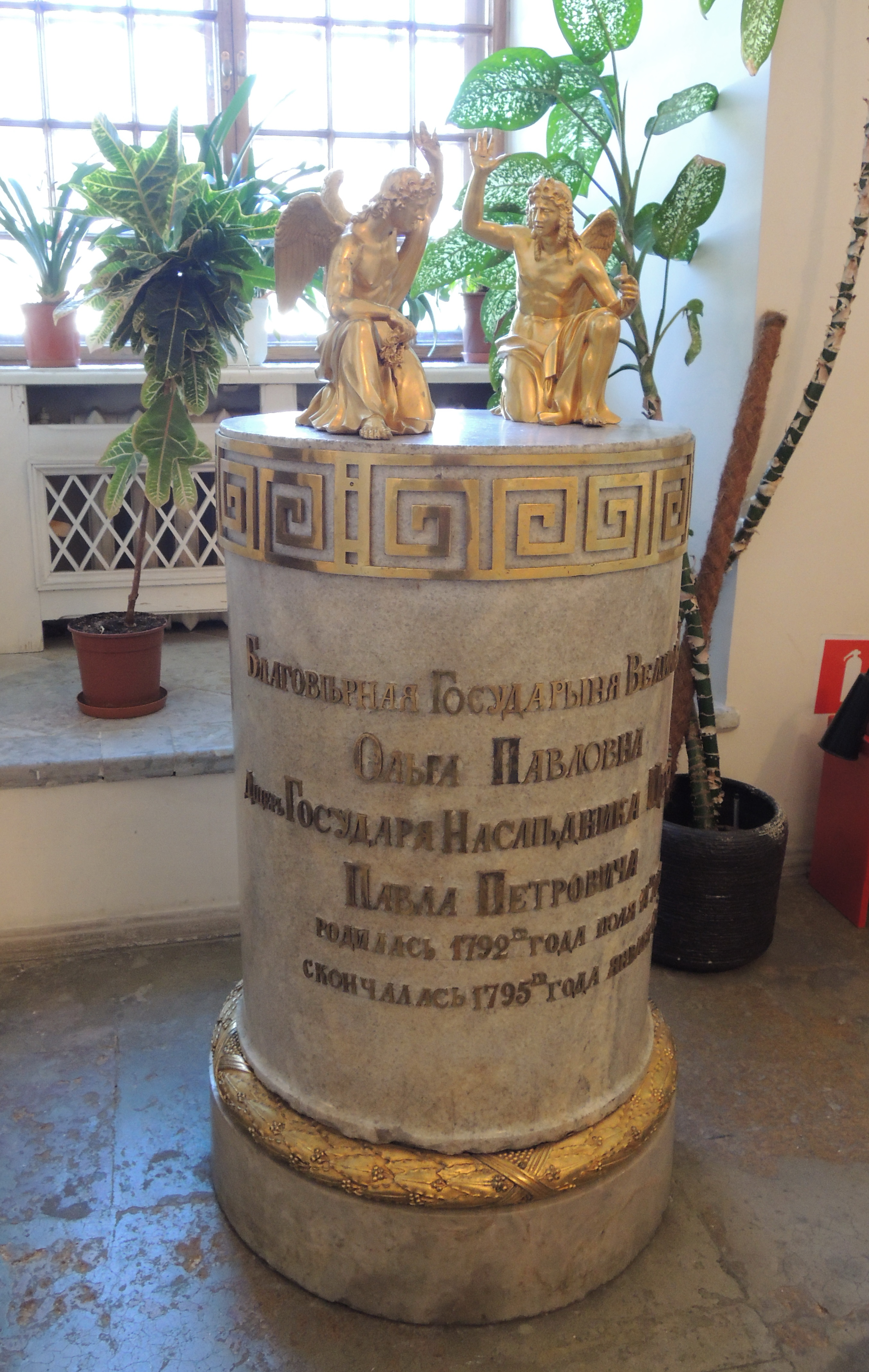
Надгробок вел. кн. Ольги Павлівни з її ім'ям

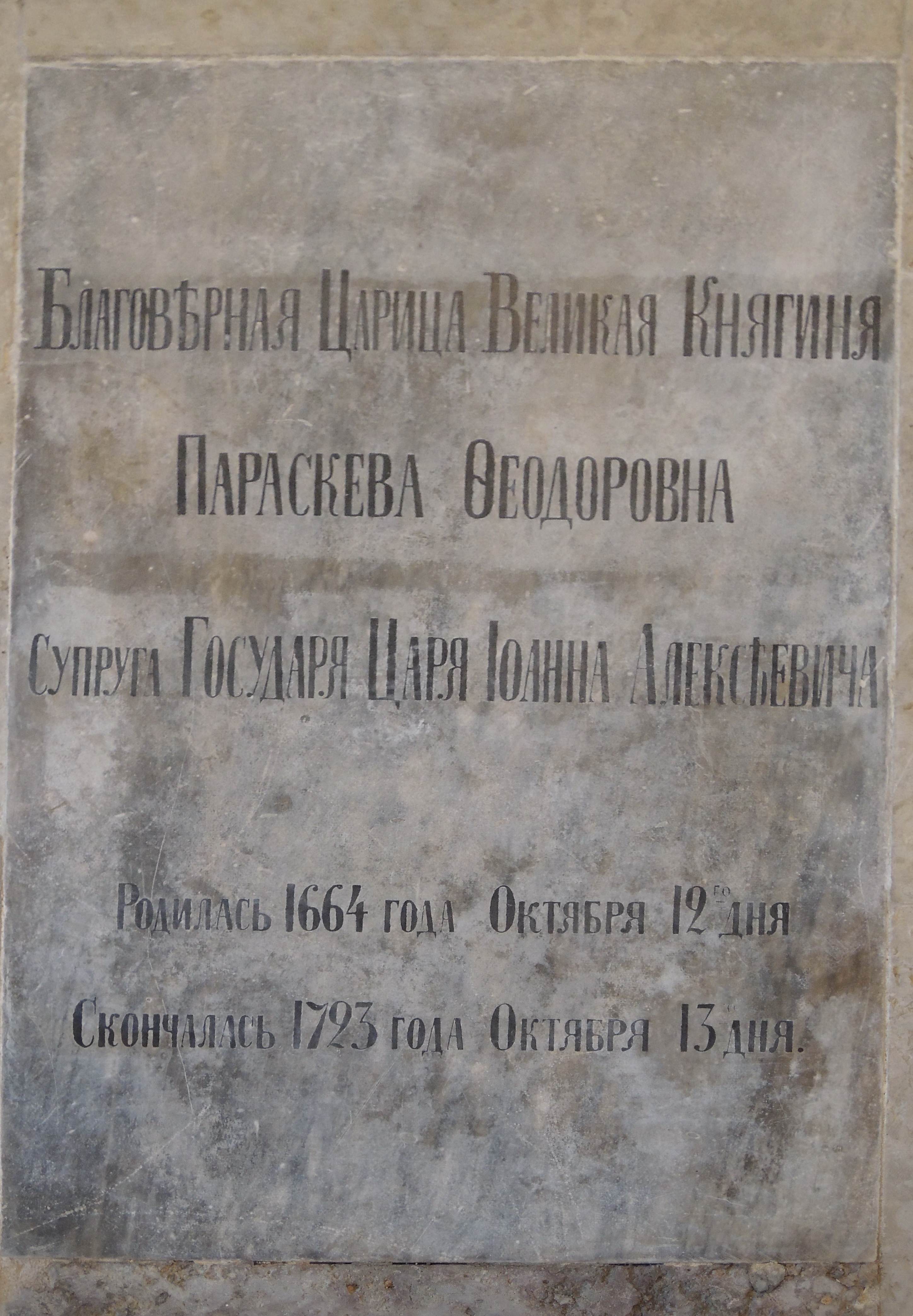
Надгробок цариці Парасковії

У романівській генеалогії і тісно пов'язаної з нею антропонімії щодо чітко виділяються кілька періодів — особливо виразні «допетровський» (царський, московський) та «післяпетровський» (імператорський, російський).
Династія Романових, вступивши на престол у 1613 році, мала власне коло родових імен (боярських), а також намагалася використати імена Рюриковичів, з метою демонстрації спадкоємності влади.
Примітно, що у Романових-царів практично відсутнє правило хрещення дитини за святцями на честь святого, що припадає на 8-й день народження. «День іменин відрізняється від дня народження на різне число днів у межах від наступного за днем народження дня до приблизно двох місяців (але не більше). Отже, будь-яка жорстка закономірність у хронологічній співвіднесеності дня народження та дня тезоіменитств відсутня. Водночас, день іменин не відстояв від дня народження на занадто великий тимчасовий відрізок. А це означає, що при ім'янареченні в доступному для огляду тимчасовому просторі підшукувалося відповідне ім'я, вибір якого зумовлювався не стільки святцями, скільки іншими, генеалогічними і династичними міркуваннями. Лише в поодиноких випадках виявляється традиція „восьмого дня“, а також назва „день у день“, але навіть у цих останніх випадках, як можна думати, позакалендарні міркування відігравали істотну роль». Дні народження та іменин збігаються тільки у царя Михайла Федоровича (12 липня — пам'ять преподобного Михайла Малеїна) і у царівни Софії Олексіївни (17 вересня — пам'ять мучениць Віри, Надії, Любові та матері їх Софії), традиція ім'янаречення за принципом восьмого дня тільки у Олексія Михайловича (10 березня, пам'ять Олексія, людини Божої — припадає на 17 березня).
При виборі імен у династії Романових діяли стандартні правила — своєрідний «культ предків», коли дитина називається на честь успішного прабатька, а «нещасливі» імена викреслюються з іменослова (приклад XVIII—XIX ст.: «Петро» — після смерті Петра III, «Павло» — після Павла I); а також перевагу особливих «династичних» імен для спадкоємців престолу («Олександр», «Микола»).
Також нормальним звичаєм є ім'янаречення на честь предків та родичів: у XVII столітті Михайло Федорович називав своїх дітей на честь братів та сестер батька — Філарета. Його син Олексій Михайлович називав своїх дітей так само, як звали дітей у попередньому поколінні. За тією ж схемою називав дітей Іван V і спочатку Петро I, додавши потім нових імен («Павло», «Маргарита»), які не прищепилися. Вже в XIX столітті Микола I наслідував той самий звичай, назвавши своїх чотирьох синів тими ж іменами і в тому ж порядку, як і його батько. Деякі імена проникали з родин цариць — Стрешнєва, Милославських, Наришкіна і т. д. п., проникнення інших немає пояснення («Пелагея», «Петро»). У царський час імена братів і сестер могли підбиратися і за співзвуччю або семантикою (Федір і Феодора; Федір і Петро; Олексій і Олександр; Петро і Павло).
А використовувані династичні імена Рюриковичів («Іван», «Федор», «Дмитро») демонстрували «зв'язок Романових з московськими царями Рюриковичами та <…> загальну парадигму історичної та родової спадкоємності московських царів. Вказівкою на те, що такі імена справді можуть співвідноситися з іменами царських „предків“ — Рюриковичів <…> можуть служити аналогічні тезоіменні святі (як і відсутність даних імен у роді Романових раніше)». До цього типу, вважає дослідник антропоніміки, належать імена трьох синів Олексія Михайловича: Дмитро Олексійович (нар. 22 жовтня) (Дмитро Іванович (нар. 19 жовтня) / св. Димитрій Солунський — день пам'яті 26 жовтня), Іван Олексійович (нар. 27 серпня) (Іван Грозний (нар. 25 серпня) / Іоанн Предтеча — 29 серпня), Федір Олексійович (нар. 30 травня) (Федор Іванович (нар. 11 травня) / Феодор Стратилат). «Ймовірно, при такому ім'янареченні вирішальну роль відіграла близькість дат народження і, відповідно, тезоіменитств у даних Рюриковичів і Романових».
У Російській імперії відбувається оновлення іменослова. Зразок задає Катерина II, наділяючи новими іменами («Олександр», «Костянтин», «Микола», «Ольга» та ін.) своїх численних онуків — «в цьому поколінні будинку Романових бажання підкреслити родову приналежність і династичну наступність, хоча і не зникло зовсім, але поступилося місцем іншим факторам».
Микола I, як було сказано вище, назвав синів за батьківським зразком. «Далі у чотирьох гілках роду дотримувалася така система: старші онуки іменувалися Миколоями (на честь діда), другі онуки — ім'ям батька, інші онуки могли бути названі якимись іншими іменами. Таким чином, усі чотири гілки демонстрували повну родову та династичну єдність. Мали вони кожна і за своїм родовим ім'ям, що успадковується від батька до сина: Олександр, Костянтин, Микола та Михайло. У Олександровичів, Костянтиновичів та Михайловичів відомі лінії з трьох однакових імен у трьох поколіннях».
До середини XIX століття, у зв'язку зі збільшенням числа членів сім'ї в геометричній прогресії, а також поширенням історизму, відбувається звернення до забутих стародавніх династичних імен («Микита», «Ксенія»), також одночасно з усією країною поступово вводять давньоруські імена, відсутні у святцях («Ростислав»). Також почали знову з'являтися «погані» імена («Петро», «Павло») — мабуть, на той час «негативна» пам'ять про обставини їхнього трагічного життя і смерті почала стиратися.

## Список імен

### Чоловічі
- Андрій — традиційне ім'я Рюриковичів, однак використовується Романовими рідко (XIX вік).
- Борис — традиційне ім'я Рюриковичів, однак використовується один раз (XIX вік).
- Василь — традиційне ім'я Рюриковичів, однак, незважаючи на своє «царське» значення, використовується рідко — одного разу для царевича Василя Михайловича, який помер у дитинстві, і відтак лише у XX столітті. Можливо, ім'я стало «поганим» у XVII столітті через долю царя Василя Шуйского.
- Володимир — традиційне ім'я Рюриковичів, однак, будучи «язичницьким», вперше використовується у 1847 рокові Олександром II прі народженні третього сина. Відтак ще раз — у XX столітті.
- Всеволод — традиційне ім'я Рюриковичів, однак, будучи «язичницьким», використане одного разу у XX столітті.
- В'ячеслав — традиційне ім'я Рюриковичів, однак, будучи «язичницьким», використовується одного разу у 1862 рокові, прі народженні В'ячеслава Констянтиновича у Варшаві, куди його тато був призначений намісником Царства Польського. Ім'я, мабуть, мало у очах батьків «польський» відтінок. Використання «язичницького» імені досить рано у XIX столітті виправдовувалося існуванням святого покровителя — Вацлава Чеського, у честь котрого дитина був хрещений.
- Гавриїл — використане раз (XIX вік).
- Георгій — традиційне ім'я Рюриковичів, однак використовує лише в імператорському домі, всього кілька раз (XIX століття). Першим у 1863 рокові його отримав Георгій Михайлович, син кавказького намісника, який народитися у Грузії, яка вважала своїм опікуном святого Георгія.[2]
- Дмитро — традиційне ім'я Рюриковичів, однак, не дивлячись на своє «царське» значення, використовує рідко — одного разу для царевича Дмитра Олексійовича, який помер у дитинстві, і відтак лише у XIX столітті кілька раз, з 1860 року. Можливо, ім'я стало «поганим» через вбивство царевича Дмитра Углицкого у 1591 році, не дивлячись на те, що він був канонізований уже у початку XVII століття.
- Іван — традиційне ім'я Рюриковичів, і відновлюється за Романових. Однак нещасна доля Івана Антоновича викреслює його до 1886 року, причему воно вжите у формі «Иоанн».[2]
- Ігор — традиційне ім'я Рюриковичів, однак, будучи «язичницьким», вперше вжите у 1894 році.
- Ілля — ім'я вжите одного разу для рано померлого царевича Іллі Федоровича, названого у честь прадіда Іллі Милославского. З перериванням «лінії Милославских» не повторюється.
- Кирило — використане одного разу у XIX столітті. Предок — дід Петра І Кирило Наришкін.
- Костянтин — перший носій імені, цесаревич Костянтин Павлович, отримав його від бабусі Катерини ІІ у зв'язку з Грецьким проєктом, у котрім він бачився новим Костянтином Великим. Ім'я закріполося у сім'ї, однак (мабуть, через одіозності цесаревича) вживалася молодшими гілками.
- Микита — одного разу вжите у 1900 році. Першопредок — батько Филарета Никита Романович Захар'їн. Павло I збирався дати імена «Сикита» і «Філарет» двом своїм синам-бастардам, у разі їхнього народження.
- Микола — популярне ім'я (XIX століття), династичне ім'я двох імператорів. Виникло завдяки Катерині ІІ, яка дала його третьому внуку. Пояснення цьому ім'поданню у джерелах не міститься, хоча Микола Чудотворець був вельми популярний у Московії. Можливо, Катерина зважала семантику імені, висхідного до грецьких слів «перемога» і «народ».[2] Відтоді активно використовує його нащадками.
- Михайло — традиційне «романовське» ім'я, що належало засновнику династії Михайлу Федоровичу, який народився у день святого Михайла Малеїна, у честь котрого і був хрещений (а також у честь стрия Михайла Романова). Однак відтоді чомусь не вживалося, до тих пік, коли Павло I після смерті Катерини ІІ отримав можливість хрестити своїх дітей самостійно і дає його своєму четвертому сину — очевидно, з посиланням до коріння, а також у зв'язку з культом Архангела Михайла, котрий особливо підтримував Павло I (архистратиг — ватажок небесного воїнства як покровитель імператора-лицаря; місія государя щодо викорінення антихристиянських революційний сил; його день як свято всіх російський орденів; щитотримач Великого державного герба; Михайловский замок і тощо).[2] Відтоді ім'я вживається у XIX столітті, при чому часто надавалося саме 4-м синам. Небесним покровителем великих князів цього імені зазвичай був архангел.
- Олег — традиційне ім'я Рюриковичів, однак, будучи «язичницьким», вперше використовується у 1892 році.
- Олександр — популярне ім'я, зокрема, завдяки московському небесному покровителю св. князю Олександру Невському, культ котрого був важливий для імперії і Петербурга. У царському періоді не зустрічається. Першим його отримав малолітній син Петра І. Династичне ім'я трьох імператорів, перший з котрих отримав його від бабусі Катерини ІІ у зв'язку з Грецьким проєктом, де він бачився новим Александром Македонским.[3] Завдяки військовим успіхам Александра I і його позитивному іміджу у династії дане ім'я вживалося часто, ДокиМикола II не порушив традицію, назвавши сина незвичайним для спадкоємця ім'ям «Олексій».
- Олексій — родове ім'я, однак зі складною долею. Його носив другий цар з династії Романових — Олексій Михайлович, при чому причина, за якою первісток отримав це не родове ім'я, незрозуміла; очевидно, за святцями (у честь Олексія, людини Божої). Його син Олексій Олексійович (хрещений у честь другого святого — московського митрополита Олексія) рано помер, а внук Олексій Петрович помер у камері Петропавловської фортеці під час слідства по справі про його таємну втечу з Росії за кордон. Після цього ім'я стає «недобрим» і зникає до 1850 роки, коли Олександр II дає його своєму четвертому сину, очевидно, вернувшись до витоків. Покровителем Олексіїв був важливий московський святий — митрополит Олексій. Релігійний Микола II, за деякими згадками, зненацька дає своєму наступнику це нединастичне ім'я якраз у честь його, а також у честь царя Олексія, котрого дуже поважав.[2]
- Павло — введене вперше Петром І, як семантично парне до імені його другого сина Петра. Відтак Єлизавета Петрівна дає ім'я цього свого померлого брата правонаступнику — Павлу I, котрий стає повним тезкою померлого царевича. Однак через несчастну долю імператора Павла ім'я викреслюється, і відтак лише раз використовується у 1860 році.
- Петро — популярне імператорське династичне ім'я (XVIII століття). Першим його носієм став Петро І, 14-й дитина Олексія Михайловича. Причина, за якою він отримав це ім'я, не відома, можливо, як евфонічна відповідність імені старшого брата (Фёдор/Пётр). Воно не зустрічалося ні у Романових, ни у Наришкіних, і навіть у Рюриковичів у московській династії останнім представником був Петро Дмитрович, який помер у 1428 році. Вживалося його нащадками, доки смерть Петра III не зробила його «несчасливим», відтоді зустрічається лише одного разу у 1864 році.[2]
- Роман — вживано одного разу у 1896 році. Предок — Роман Юр'євич Захар'їн.
- Ростислав — традиційне ім'я Рюриковичів, однак, будучи «язичницьким», вживалося один раз у 1902 році, оскільки тато Ростислава Александровича у той час командував ескадренним панцерником «Ростислав»[2].
- Сергій — двічі вживається з 1857 року.
- Симеон — використовується одного разу у XVII столітті. Царевич Симеон Олексійович був названий у честь двоюрідного дідуся — Семена Стрешньова, також ім'я вживалося серед Рюриковичів, однак розповсюдження у Романовых не отримало.
- Федір — традиційне ім'я Рюриковичів. Федір III Олексійович отримав ім'я у честь прадіда — патріарха Філарета, також воно відповідало імені царя Федора Івановича — двоюрідного стрия Михайла Федоровича. Однак, через нещасливу долю всіх Федорів на московському престолі, ім'я викреслюється із вжитку до 1898 року.

### Жіночі
- Анастасія — ім'я кілька раз використовувалося (XIX—XX вік), можливо, повернене у іменослов у честь предки Анастасії Романівни.
- Анна — популярне жіноче ім'я майже протягом існування сім'ї. Перша носійка — царівна Анна Михайлівна, мабуть, ім'я отримала у честь тітки батька (сестри патріарха Філарета) — Анни Микитівни. Зустрічається до середини XIX століття.
- Віра — ім'я, яке кілька разів використовувалося (XIX століття). Вперше — для Віри Констянтинівни, названої так замість «Олександри» за бажанням діда Миколи I, який ніби то вигукнув: «Хай буде вона моєю вірою!».
- Євдокія — популярне царське ім'я. Його носила родоначальниця, перша цариця з роду Романових Євдокія Стрєшнєва, і у честь її називали кілька її нащадків-царівен. Жінка Петра I Євдокія Лопухіна перед весіллям була перейменована у «Євдокію» з «Парасковії». Однак Лопухіна опинилася «поганою» царицею, й ім'я зникає з іменослова з XVIII століття, хоча ще не стало застарілим, судячи по аристократам. Проте, Павло I хотів дати його одній зі своїх позашлюбних доньок, ніби натякаючи на коріння роду.
- Єлена — ім'я вжите кілька разів (XIX століття). Перша носійка — внучка Катерини ІІ. Сама імператриця пояснювала, що у честь Єлени Троянської — тоді це ім'янаречення відбувалося у руслі Грецького проєкту.
- Єлизавета — популярне ім'я, запроваджене Петром I для своєї дочки. Не було ні родовим, ні династичним, не продиктоване ні святцями, ні перекладом. Можливо, вибране як семантична пара до імені матері «Єкатерина». Петро I дуже любив це ім'я — «Лізеттою» колись звали і його улюблену кобилу, і корабель.[4]
- Ірина — перша носійка, царівна Ірина Михайлівна, отримала своє ім'я у честь тітки царя Михайла, Ірини Микитівни. Однак до 1895 роки ім'я більше не вживається.
- Катерина — популярне ім'я. Першою його носійкою стала царівна Катерина Олексіївна. За переказами, перед народженням дочці царю Олексію Михайловичу привидівся образ святої Катерини Александрійської, тому дочка отримала це нетипове для Романових ім'я.[5] Петро I вважав цю сестру, на відміну від інших, «доброю», і довірив їй бути хрещеною матір'ю Марти Скавронської, котра стала її повною тезкою і по батькові (Катерина I). За цим же взірцем при переході у православ'я отримала ім'я і по батькові Катерина ІІ, називати дітей у честь якої, зрозуміло, поспішали всі її нащадки.
- Кіра — вжите одного разу у 1909 році, ім'я «скопійоване» з батьківського.
- Ксенія — двічі вжите з 1875 року. Предок — Ксенія Шестова, мати Михайла Федоровича.
- Маргарита — ім'я вжите один раз Петром I для дочки. Можливо, за зразком імені одної з дочок пастора Глюка, у сім'ї котрого виховувала Катерина I.[4] Також це ім'я при постризі кількома роками раніше прийняла сестра Петра царівна Марфа Олексіївна.
- Марина — ім'я використане одного разу у 1892 році.
- Марія — популярне ім'я, що належало трьом імператрицям і двом царицям. Вперше ним була хрещена царівна Марія Олексіївна, названа у честь матері Марії Милославської. У імперії його першою носійкою стала Марія Федорівна (імператриця, дружина Павла I), до шлюбу «Софія Марія Доротея Августа Луїза, донька Фрідріха», якій Катерина II змінила ім'я на найбільше близьке. Численні нащадки Марії Федорівни часто його вживали, тим паче, що ім'я само по собі завжди лишалося популярным у всьом світі завдяки Богоматері.
- Марфа — сімейне «романовське» ім'я, яке вживалося у царську епоху. Царівен називали у честь матері Михайла Федоровича — інокини Марфи. У імперії не вживалося, ставши застарілим, хоча Павло I дає його одній зі своїх позашлюбних дочок, ніби натякаючи на коріння роду.
- Надія — ім'я використане одного разу (XIX століття).
- Наталія — популярне ім'я, що проникло у рід завдяки цариці Наталі Наришкіній і названої у її честь дочці. Петро дуже любив обох, і дав це ім'я двом своїм дочкам і внучці (всі померли у дитинстві). Катерина ІІ повертає його у іменослов, хрестячи ним першу дружину Павла, однак та помирає, і ім'я викреслюється до 1905 року.
- Ніна — ім'я використане одного разу у 1901 році у сім'ї першого з Георгіїв, який народитися у Грузії, яку опікує свята Ніна.[2]
- Олександра — популярне жіноче ім'я, жіноча форма імені «Олександр» (див. вище). Його отримали при переході у православ'я дві імператриці, також його отримували з аналогічної причини деякі великі княгині. Вперше — у внучки Катерини ІІ у рамках Грецького проєкту, як парне старшому брату. У 1849 померла Олександра Олександрівна, після її смерті ніхто в імператорській сім'ї не називав так дочок, оскільки всі князівни з таким ім'ям помирали молодими, не доживши до 20 років.
- Ольга — популярне ім'я (XIX століття), вперше використане Катериною ІІ для своєї п'ятої внучки, оскільки та народилася точно у день св. княгини Ольги[6]. Використовується з XVIII століття, на відміну від інших «язичницьких» імен.
- Парасковія — ім'я, дане царівне Парасковії у честь її матері Парасковії Салтикової. З перериванням лінії Івана V не поширилося і застаріло.
- Пелагія — однократне використання у XVII столітті, причина невідома.
- Софія — першою носійкою імені була царівна Софія Михайлівна. Причини, за якою дитина отримала ім'я «Софія», невідома, хоча воно побутувало у великокняжій сім'ї раніше. У наступному поколінні у день св. Софії була народжена царівна Софія, через яку ім'я було викреслене з іменослова до 1898 року. Ім'я «Софія» було складовою частиною протестантських імен чотирьох імператриць, однак в жодної з них воно не було залишене при переході у православ'я — на відміну від компонента «Марія».
- Тетяна — перша його носійка царівна Тетяна Михайлівна була названа у честь єдиної сестри царя Михайла Федоровича, Тетяни Федорівни. Відтак ім'я стає старомодним і зникає до 1890 року, після чого використовується двічі, при чому Микола II називає дочку у честь пушкінської Тетяни.[2]
- Феодора — ім'я використовується одного разу (XVII століття), як парне чоловічому імені Феодор.
- Феодосія — ім'я використовується двічі (XVII століття). Перша носійка, Феодосія Олексіївна, очевидно, була названа у честь сестри своєї бабці Євдокії — Феодосії Стрєшньової.

## Зміна імен нареченими
Багато дружин російських правителів при вступі в шлюб були змушені змінити ім'я — в царський час з міркувань благозвучності, в період імперії — при переході з лютеранства до православ'я. У Рюриковичів цей звичай також був прийнятий — Софія Палеолог була народжена як «Зоя», дружина Василя Шуйського Марія до шлюбу була «Катерина».
Феодорівська ікона, головна реліквія Романових, якою Михайла Федоровича благословляли на царство, впливала на вибір по-батькові. З кінця XVIII століття німецькі принцеси, виходячи заміж за російських великих князів і приймаючи для цього православ'я, за традицією на честь ікони Феодорівської отримували собі по батькові Федорівна. До них належать Марія Федорівна (дружина Павла I), Олександра Федорівна (дружина Миколи I), Марія Федорівна (дружина Олександра III), Олександра Федорівна (дружина Миколи II) та Єлизавета Федорівна. Ця традиція сягає ще XVII століття, коли на честь тієї ж ікони «неблагозвучне» по батькові цариці Євдокії Лопухіної було поміняно з «Іларіонівна» на «Федорівна», а при вступі в шлюб царя Івана Олексійовича з Парасковією Салтиковою їй не тільки змінили по-батькові на «Федорівну», але й змінили ім'я її батькові з Олександра на Федора.
| Ім'я при народженні                                                         | Ім'я у шлюбі                         | Примітки |
| --------------------------------------------------------------------------- | ------------------------------------ | --- |
| Марія Хлопова                                                               | Анастасія                            | Невдала наречена Михайла Федоровича. Після її вибору на огляді наречених дівчину взяли до палацу і перейменували, проте весілля не відбулося.                                                                                           |
| Салтикова Прасковія Олександрівна                                           | Цариця Прасковія Федорівна           | Нареченій було змінено по батькові на почесне на честь ікони; її батькові було змінено ім'я. |
| Парасковія Іларіонівна Лопухіна                                             | Цариця Євдокія Федорівна             | По батькові було змінено з тієї самої причини, що й вище; ім'я — імовірно, щоб обидва брати (Іван V і Петро I) не опинилися обидва одруженими з царицями Парасковіями. Ім'я «Євдокія» — на честь Євдокії Стрешневої, бабусі нареченого. |
| Марта Самуїловна Скавронська (?)                                            | Імператриця Катерина I Олексіївна    | При переході до православ'я. Ім'я «позичила» сестра Петра, хрещена мати Марти — царівна Катерина Олексіївна. |
| Софія Фредеріка Ангальт-Цербстська                                          | Імператриця Катерина II Олексіївна   | На честь попередньої, оскільки її чоловіком також був Петро. |
| Августа-Вільгельміна-Луїза Гессен-Дармштадтська                             | Велика княгиня Наталія Олексіївна    | При переході до православ'я. На честь матері Петра I Наталії Кирилівни Наришкіної та її сестри Наталії Олексіївни. |
| София Мария Доротея Августа Луиза Вюртембергская                            | Императрица Мария Фёдоровна          | При переходе в православие. Отчество — по традиционному образцу. |
| Луїза-Марія-Августа Баденська                                               | Імператриця Єлизавета Олексіївна     | При переході в православ'я. Перше ім'я збережено (або на честь Єлизавети Петрівни), по батькові вибрано на честь по батькові або Катерини II, або вел. кн. Наталії Олексіївни, першої дружини Павла, яка доводилася нареченій тіткою.   |
| Фридеріка Шарлотта Вільгельміна Пруська                                     | Імператриця Олександра Федорівна     | При переході до православ'я. По-батькові за традиційним зразком. |
| Максиміліана Вільгельміна Марія Гессенська                                  | Імператриця Марія Олександрівна      | При переході до православ'я. |
| Марія-Софія-Фредеріка-Дагмара Данська                                       | Імператриця Марія Федорівна          | При переході до православ'я. За зразком однієї з попередниць. |
| Аліса Вікторія Єлена Луїза Беатріс Гессен-Дармштадтська                     | Імператриця Олександра Федорівна     | При переході до православ'я. За зразком однієї з попередниць. Також із збереженням співзвуччя (Аліса/Олександра). |
| Юліанна-Генрієтта-Ульріка Саксен-Кобург-Заальфельдська                      | Цесарівна Анна Федорівна             | Ім'я «Юліанна» змінено на «Анна», по батькові «Федорівна» за звичаєм, а також тому, що батька нареченої звали «Франц Фрідріх». |
| Фредеріка Шарлотта Марія Вюртемберзька                                      | Велика княгиня Єлена Павлівна        | По-батькові — оскільки батька звали «Павло Карл Фрідріх Август». |
| Александра Саксен-Альтенбурзька                                             | Велика княгиня Олександра Йосифівна  | Ім'я не змінилося. По батькові — від імені батька, на ім'я «Йозеф-Фрідріх». |
| Александра Фридеріка Вільгельміна Ольденбурзька                             | Велика княгиня Олександра Петрівна   | Ім'я не змінилося. По батькові — від імені батька, якого звали «Петро». |
| Цецілія Августа Баденська                                                   | Велика княгиня Ольга Федорівна       | По-батькові, мабуть, за звичаєм. |
| Марія Александрина Єлизавета Елеонора Мекленбург-Шверинська                 | Велика княгиня Марія Павлівна        | Ім'я не змінювалося (православ'я прийняла через велику годину після шлюбу). Батька звали «Фрідріх Франц II», проте по-батькові на «Федорівна» міняти не стали, мабуть, щоб повне ім'я не збігалося з ім'ям імператриці.                 |
| Єлизавета Александра Луїза Аліса Гессен-Дармштадтська                       | Велика княгиня Єлизавета Федорівна   | Ім'я не змінювалося, по-батькові за звичаєм. |
| Єлизавета Маврикіївна (Єлизавета Августа Марія Агнеса Саксен-Альтенбурзька) | Велика княгиня Єлизавета Маврикіївна | Имя не менялось (не прийняла православ'я). По батькові — по батькові «Моріц». |
| Вікторія Меліта Са́ксен-Ко́бург-Го́тська                                       | Велика княгиня Вікторія Федорівна    | Ім'я не змінювалося. По-батькові за звичаєм, також можливо, від імені батька «Альфред». |
|                                                                             |                                      | |

## Зміна імен при постригу
При прийнятті чернецтва часто дотримувався принципу алітерації імен, або хоча б однакового ініціалу. Зазвичай як чернечі використовувалися імена, що рідко зустрічалися в повсякденності (також про принципи зміни імен див. передсмертний постриг).
- Анастасія — Уляна Федорівна (на честь покійної дочки цариці Анастасії Романівни)
- Ніфонт — Микита Романович (дід царя Михайла Федоровича)
- Євдокія — Євфимія Микитична Ситська (сестра Філарета)
- Філарет — Федір Микитович (батько Михайла)
- Марфа — Ксенія Іванівна (мати Михайла)
- Анфіса — Анна Михайлівна (дочка Михайла)
- Сусанна — Софія Олексіївна (у великій схимі знову «Софія»)
- Олена — Євдокія Лопухіна
- Маргарита — Марфа Олексіївна
- Сусанна — Феодосія Олексіївна (взяла те саме ім'я, що і її сестра царівна Софія, можливо, на знак солідарності)
- Анастасія — велика княгиня Олександра Петрівна
- Тамара — Тетяна Костянтинівна Романова